# Flexió verbal del finès
En aquest article s'exposa la flexió verbal del finès: la conjugació dels verbs i els usos de cada una de les formes en la llengua finesa.
Pel que fa a la flexió, els verbs en finès es poden dividir en sis grans grups, segons la mena d'arrel, tant per a l'anàlisi formal com per a l'ensenyament de la llengua. Tots sis tipus fan servir el mateix repertori de terminacions personals, encara que les arrels prenen altres sufixos i pateixen canvis morfològics en diferents formes de la conjugació, motivats per fenòmens generals de la morfologia de la llengua finesa com la gradació consonàntica i l'harmonia vocàlica.
El paradigma verbal del finès també inclou totes les formes negatives que es formen amb el verb negatiu, un auxiliar defectiu característic de les llengües uralianes.

## Model de conjugació
A continuació s'exposa el model de conjugació per a un verb regular del tipus I puhua ~ "parlar", en la llengua estàndard escrita. La conjugació en llengua col·loquial és lleugerament diferent.

### Temps bàsics del mode indicatiu
|            |            |            | Mode indicatiu | Mode indicatiu | Mode indicatiu | Mode indicatiu | Mode indicatiu  | Mode indicatiu     | Mode indicatiu  | Mode indicatiu        |
|            |            |            | Present        | Present        | Passat         | Passat         | Perfet          | Perfet             | Plusquamperfet  | Plusquamperfet        |
| persona    | nombre     | pronom     | afirmatiu      | negatiu        | afirmatiu      | negatiu        | afirmatiu       | negatiu            | afirmatiu       | negatiu               |
| ---------- | ---------- | ---------- | -------------- | -------------- | -------------- | -------------- | --------------- | ------------------ | --------------- | --------------------- |
| 1a         | singular   | minä       | puhun          | en puhu        | puhuin         | en puhunut     | olen puhunut    | en ole puhunut     | olin puhunut    | en ollut puhunut      |
| 2a         | singular   | sinä       | puhut          | et puhu        | puhuit         | et puhunut     | olet puhunut    | et ole puhunut     | olit puhunut    | et ollut puhunut      |
| 3a         | singular   | hän/se     | puhuu          | ei puhu        | puhui          | ei puhunut     | on puhunut      | ei ole puhunut     | oli puhunut     | ei ollut puhunut      |
| 1a         | plural     | me         | puhumme        | emme puhu      | puhuimme       | emme puhuneet  | olemme puhuneet | emme ole puhuneet  | olimme puhuneet | emme olleet puhuneet  |
| 2a         | plural     | te         | puhutte        | ette puhu      | puhuitte       | ette puhuneet  | olette puhuneet | ette ole puhuneet  | olitte puhuneet | ette olleet puhuneet  |
| 3a         | plural     | he/ne      | puhuvat        | eivät puhu     | puhuivat       | eivät puhuneet | ovat puhuneet   | eivät ole puhuneet | olivat puhuneet | eivät olleet puhuneet |
| Impersonal | Impersonal | Impersonal | puhutaan       | ei puhuta      | puhuttiin      | ei puhuttu     | on puhuttu      | ei ole puhuttu     | oli puhuttu     | ei ollut puhuttu      |

Les formes de present, passat (que algunes gramàtiques anomenen "imperfet"), perfet i plusquamperfet correspondrien en català a: "(jo) parlo", "(jo) parlava" o "(jo) vaig parlar", "(jo) he parlat", i "(jo) havia parlat", respectivament. En la llengua estàndard, els pronoms subjecte solen elidir-se per a les primeres i segones persones (jo, tu, nosaltres, vosaltres), però no per a les terceres persones.
La forma impersonal (que les gramàtiques solen anomenar "passiva") correspondria a "es parla", "es parlava" o "es va parlar", "s'ha parlat", i "s'havia parlat", respectivament. Cal tenir en compte que en la llengua col·loquial la forma impersonal se sol fer servir per a la 1a persona del plural, que llavors correspondria a "parlem", "parlàvem" o "vam parlar", "hem parlat", i "havíem parlat", respectivament.
Les formes personals de perfet i plusquamperfet es formen amb formes del verb auxiliar olla ~ "ser" (irregular) i el participi passat actiu del verb principal. Aquest participi flexiona per nombre gramatical (acabat -nut/nyt en singular, -neet en plural) segons el nombre del subjecte.
En canvi les formes impersonals de perfet i plusquamperfet es formen amb el participi passat passiu del verb principal (acabat en -ttu/tty).
El finès no té un temps futur, així que normalment es fa servir el temps present també per al futur. El matís futur sol ser deduïble d'altres components de la frase, com adverbis de temps, o la tria del cas acusatiu (acció que es completarà) vs partitiu (acció en curs) per a l'objecte del verb transitiu, o altres parafrasis verbals amb verbs de moviment com tulla i mennä ("venir" i "anar").
El verb negatiu ei (defectiu) es fa servir per a totes les construccions negatives. Normalment es combina amb la forma nua de l'arrel del verb principal, excepte en el passat negatiu que es forma amb el participi passat actiu (en puhunut etc), i el passat negatiu impersonal que es forma amb el participi passat passiu (ei puhuttu).

### Modes condicional i potencial
|            |            |            | Mode condicional | Mode condicional | Mode condicional  | Mode condicional     | Mode potencial | Mode potencial | Mode potencial    | Mode potencial       |
|            |            |            | Present          | Present          | Perfet            | Perfet               | Present        | Present        | Perfet            | Perfet               |
| persona    | nombre     | pronom     | afirmatiu        | negatiu          | afirmatiu         | negatiu              | afirmatiu      | negatiu        | afirmatiu         | negatiu              |
| ---------- | ---------- | ---------- | ---------------- | ---------------- | ----------------- | -------------------- | -------------- | -------------- | ----------------- | -------------------- |
| 1a         | singular   | minä       | puhuisin         | en puhuisi       | olisin puhunut    | en olisi puhunut     | puhunen        | en puhune      | lienen puhunut    | en liene puhunut     |
| 2a         | singular   | sinä       | puhuisit         | et puhuisi       | olisit puhunut    | et olisi puhunut     | puhunet        | et puhune      | lienet puhunut    | et liene puhunut     |
| 3a         | singular   | hän/se     | puhuisi          | ei puhuisi       | olisi puhunut     | ei olisi puhunut     | puhunee        | ei puhune      | lienee puhunut    | ei liene puhunut     |
| 1a         | plural     | me         | puhuisimme       | emme puhuisi     | olisimme puhuneet | emme olisi puhuneet  | puhunemme      | emme puhune    | lienemme puhuneet | emme liene puhuneet  |
| 2a         | plural     | te         | puhuisitte       | ette puhuisi     | olisitte puhuneet | ette olisi puhuneet  | puhunette      | ette puhune    | lienette puhuneet | ette liene puhuneet  |
| 3a         | plural     | he/ne      | puhuisivat       | eivät puhuisi    | olisivat puhuneet | eivät olisi puhuneet | puhunevat      | eivät puhune   | lienevät puhuneet | eivät liene puhuneet |
| Impersonal | Impersonal | Impersonal | puhuttaisiin     | ei puhuttaisi    | olisi puhuttu     | ei olisi puhuttu     | puhuttaneen    | ei puhuttane   | lienee puhuttu    | ei liene puhuttu     |

El mode condicional correspondria en català al condicional o al subjuntiu passat (el finès no té subjuntiu). Es fa servir en les dues parts de les oracions condicionals. Exemples:
En condicional present (hipòtesi possible o futura): 
Jos tulisit, sinulla olisi hauskaa ~ "Si vinguessis, t'ho passaries bé"
En condicional perfet (hipòtesi sobre un fet passat):
Jos olisit tullut, sinulla olisi ollut hauskaa ~ "Si haguessis vingut, t'ho hauries passat bé"
També en la forma educada de demanar alguna cosa:
Haluaisin olutta ~"(Jo) voldria cervesa"
El mode potencial és poc habitual i correspondria en català a "potser" i diverses combinacions de futur o subjuntiu, o també suposicions com en català amb el verb "deure". Exemples:
En potencial present (suposició possible o futura):
Hän tulene ~ "Potser vindrà o vingui, o podria venir, o deu o deurà venir"
En potencial perfet (suposició sobre un fet passat):
Hän liene tullut ~ "Potser haurà vingut o hagi vingut, o haurà degut venir"

### Mode imperatiu
|            |            |            | Mode imperatiu | Mode imperatiu                  | Mode imperatiu    | Mode imperatiu         |
|            |            |            | Present        | Present                         | Perfet            | Perfet                 |
| persona    | nombre     | pronom     | afirmatiu      | negatiu                         | afirmatiu         | negatiu                |
| ---------- | ---------- | ---------- | -------------- | ------------------------------- | ----------------- | ---------------------- |
| 2a         | singular   | sinä       | puhu           | älä puhu                        | ole puhunut       | älä ole puhunut        |
| 3a         | singular   | hän/se     | puhukoon       | älköön puhuko                   | olkoon puhunut    | älköön olko puhunut    |
| 1a         | plural     | me         | puhukaamme     | älkäämme puhuko                 | olkaamme puhuneet | älkäämme olko puhuneet |
| 2a         | plural     | te         | puhukaa        | älkää puhuko                    | olkaa puhuneet    | älkää olko puhuneet    |
| 3a         | plural     | he/ne      | puhukoot       | älkööt puhuko                   | olkoot puhuneet   | älkööt olko puhuneet   |
| Impersonal | Impersonal | Impersonal | puhuttakoon    | ei puhuttako — älköön puhuttako | olkoon puhuttu    | älköön olko puhuttu    |

La primera personal del plural de l'imperatiu puhukaamme ~ "parlem (nosaltres)" es considera formal, per això en comptes d'aquesta en la llengua col·loquial se sol fer servir la forma impersonal de present d'indicatiu puhutaan ~ "es parla" amb el mateix sentit.

### Altres temps, el prospectiu
|            |            |            | Mode indicatiu     | Mode indicatiu     | Mode indicatiu    | Mode indicatiu     |
|            |            |            | Present prospectiu | Present prospectiu | Passat prospectiu | Passat prospectiu  |
| persona    | nombre     | pronom     | afirmatiu          | negatiu            | afirmatiu         | negatiu            |
| ---------- | ---------- | ---------- | ------------------ | ------------------ | ----------------- | ------------------ |
| 1a         | sg.        | minä       | olen puhuva        | en ole puhuva      | olin puhuva       | en ollut puhuva    |
| 2a         | sg.        | sinä       | olet puhuva        | et ole puhuva      | olit puhuva       | et ollut puhuva    |
| 3a         | sg.        | hän/se     | on puhuva          | ei ole puhuva      | oli puhuva        | ei ollut puhuva    |
| impersonal | impersonal | impersonal | on puhuttava       | ei ole puhuttava   | oli puhuttava     | ei ollut puhuttava |

El present prospectiu i el passat prospectiu correspondrien en català a una intenció o una obligació, com "(jo) vaig a parlar" o "(jo) he de parlar", o en passat "(jo) anava a parlar" o "(jo) havia de parlar". No es considera "correcte" fer servir aquests temps en plural perquè el plural del participi present puhuvat es confondria si es fa servir amb aquest sentit amb la tercera persona del pural del present d'indicatiu.
Totes aquestes formes es consideren una mica arcaiques i es fan servir en textos legals o la Bíblia, per això es fa servir sobretot la forma impersonal. Exemple:
On puhuttava ~ "cal parlar, cal que es parli".
Oli puhuttava ~ "calia parlar, calia que es parlés".

## Infinitius i participis
En finès se sol considerar que hi ha cinc formes d'infinitiu.
En català correspondrien a infinitiu, gerundi o noms deverbals, segons l'ús de cada un dels infinitius.
| Infinitius    | Infinitius | Infinitius     | Infinitius  |
|               |            | actiu          | passiu      |
| ------------- | ---------- | -------------- | ----------- |
| Infinitiu I   | nominatiu  | sanoa          |             |
| Infinitiu I   | translatiu | sanoakseen     |             |
| Infinitiu II  | inessiu    | sanoessa       | sanottaessa |
| Infinitiu II  | instructiu | sanoen         |             |
| Infinitiu III | inessiu    | sanomassa      |             |
| Infinitiu III | ilatiu     | sanomaan       |             |
| Infinitiu III | elatiu     | sanomasta      |             |
| Infinitiu III | al·latiu   | sanomalla      |             |
| Infinitiu III | abessiu    | sanomatta      | sanottaman  |
| Infinitiu IV  | nominatiu  | sanominen      |             |
| Infinitiu IV  | partitiu   | sanomistä      |             |
| Infinitiu V   | nominatiu  | sanomaisillaan |             |

En finès se sol considerar que hi ha almenys quatre participis, que són: present actiu, present passiu, passat actiu i passat passiu. També es podrien considerar participis les formes derivades del tercer infinitiu com l'agentiu (-ma/mä) i el negatiu o privatiu (-maton/mätön).
| Participis         | Participis | Participis   |
|                    | singular   | plural       |
| ------------------ | ---------- | ------------ |
| Present actiu      | sanova     | sanovat      |
| Present passiu     | sanottava  | sanottavat   |
| Passat actiu       | sanonut    | sanoneet     |
| Passat passiu      | sanottu    | sanotut      |
| Agentiu            | sanoma     | sanomat      |
| Negatiu o privatiu | sanomaton  | sanomattomat |

### Infinitiu I (-a/ä,-da/dä,ta/tä)
El primer infinitiu és la forma del verb que surt al diccionari. Correspon, en significat i en funció, a l'infinitiu català. Exemple: :puhu-a ~"parlar" (arrel puhu-).
La terminació del primer infinitiu depèn del tipus de l'arrel del verb.
En els verbs del tipus I (vegeu més avall), amb arrel acabada en vocal breu, el primer infinitiu té la terminació -a/-ä.
En els verbs dels tipus IV a VI, amb arrel acabada en consonant, la terminació és -ta/-tä.
En els verbs del tipus II, amb arrel acabada en vocal llarga o diftong, la terminació és -da/-dä, exemple: saa-da ~"aconseguir", syö-dä ~"menjar", reagoi-da ~"reaccionar".
En els verbs del tipus III, l'arrel acaba en una consonant o combinació de consonants que per assimilació provoca diferents variants en la terminació de l'infinitiu: -la/-lä, -na/-nä, -ra/-rä. Exemples: tul-la ~"venir", men-nä ~"venir", pur-ra ~"mossegar".
El primer infinitiu de les arrels en consonant sempre té grau consonàntic reduït a l'arrel, exemple: karata ~'fugir' < arrel karkaa-.
El primer infinitiu es fa servir d'una manera semblant a l'infinitiu català, com a subjecte o com a objecte en una frase sense necessitat de flexió addicional. També és regit per verbs modals com saattaa ~"poder ser" o voida ~"poder, ser capaç": saattaa mennä ~"podria anar" o voi hakea ~"pot recollir".

#### Extensió o intenció
El primer infinitiu té una forma "llarga" en cas translatiu que requereix sempre un sufix possesiu, que marca la persona del seu subjecte. Aquesta forma llarga es fa servir en registre formal o escrit. Té dos significats diferents o d'extensió o d'intenció, exemples:
muistaa ~"recordar"; muista-a-kse-ni ~"pel que jo recordo" (extensió) o "per tal que jo recordi" (intenció)
nähdä ~"veure"; näh-dä-kse-en ~"pel que es pot veure" (extensió) o"per tal que es pugui veure" (intenció) (aquí traduïm per "es" impersonal però la mateixa forma serveix per a qualsevol tercera persona de qualsevol gènere o nombre gramatical: ell/ella/ells/ells)
voidä ~"poder": täytyy käydä suihkussa void-a-kse-en saunoa ~"cal dutxar-se per poder fer servir la sauna"
En finès col·loquial sovint s'expressa la intenció simplement amb la forma curta del primer infinitiu si el subjecte és implícit o sobreentès del context o més explícitament amb una subordinada amb un verb en condicional, exemple:
että minä muistaisin ~"perquè (o per tal que) jo recordi".
täytyy käydä suihkussa, jotta voida saunoa ~"cal dutxar-se per poder fer servir la sauna"
Per altra banda, la forma llarga en translatiu sí que es fa servir per al significat d'extensió, exemple: 
tietä-ä ~"saber", tietä-ä-kse-ni ~"pel que jo sé".

### Infinitiu II (-e-)
El segon infinitiu es pot formar a partir del primer infinitiu substituint la vocal 'a/ä' final per 'e'. Té formes en els casos instructiu i inessiu.
- Si aquest infinitiu porta subjecte, el subjecte va en cas genitiu.
- Quan va en cas innessiu també accepta un sufix possessiu si és adient.

El cas instructiu del segon infinitiu indica la manera com es fa una acció. Sovint correspon en significat i funció al gerundi català. Exemples:
tietäen ~"sabent-ho" (instructiu)
tietäen, että hänen täytyisi puhua ~"sabent que (ell/ella) hauria de parlar"
näin puhuen ~"per dir-ho així" (instructiu)

#### Simultaneïtat
El cas inessiu del segon infinitiu indica una acció que passa o que es completa alhora que una altra. Es correspon aproximadament a l'ús en català de subordinades temporals amb les conjuncions "quan" o "mentre", o la construcció "tot" + gerundi. Vegeu construcció temporal.
Exemples:
kuollessa ~"quan va morir" o "mentre moria" o "tot morint"
sinun syntyessäsi ~"quan (tu) vas néixer" (NB subjecte en cas genitiu i segon infinitiu amb sufix possessiu)
syödessämme aamupalaa ~"mentre (nosaltres) esmorzem" (segon infinitiu amb sufix possessiu)
varas iski uhrin syödessä aamupalaa ~"El lladre va atacar la víctima mentre estava menjant-se l'esmorzar" o "tot menjant-se l'esmorzar"
ihmiset nauttivat lähtiessään lomalle. ~"La gent s'ho passa bé quan marxen de vacances"
L'inessiu d'aquest infinitiu també té una forma impersonal o passiva. Exemple:
tiedettäessä ~"quan se sabia", "mentre era conegut", per exemple dit d'algun fet o notícia.

### Infinitiu III (-ma/mä)
El tercer infinitiu es forma afegint la terminació -ma/mä a l'arrel plena.
És pròpiament un nom que expressa "l'acció" del verb, i que es pot declinar ben bé com un nom, encara que alguns casos tenen un significat especial.
Existeix un participi que és formalment semblant al tercer infinitiu, anomenat participi agentiu.
El cas inessiu del tercer infinitiu es fa servir per expressar una acció en curs, normalment regit pel verb olla ~"ser, estar"
Lapset ovat ulkona leikki/mässä ~"Els nens són a fora jugant"
El cas elatiu del tercer infinitiu es fa servir en el sentit de prohibir, desencoratjar, o deixar de fer una acció, sovint regit per verbs com kieltää ~"prohibir" o välttää ~"evitar" o varoa ~"vigilar amb" o lakata ~"deixar de fer"
Poikia kiellettiin polttamasta ~"Es va prohibir (de) fumar als nois"
Tyttö lakkasi itkemästä ~"La nena va deixar de plorar"
El cas il·latiu del tercer infinitiu funciona sovint com un incoatiu, per expressar l'inici d'una acció, regit per verbs com ruveta ~"començar" o mennä ~"anar" o joutua ~"haver de":
Hän rupesi saarnaamaan ~"(Ell/ella) va començar a resar"
Häntä ei mennä neuvomaan ~"(Ell/ella) no anirà a deixar-se aconsellar" (NB subjecte del verb negatiu en cas partitiu)
Menen ulos juoksemaan ~"Surto fora a córrer"
Cal destacar en particular la construcció amb el verb tulla ~"venir" i tercer infinitiu il·latiu, que es refereix al futur.
Illalla tulen teille saunomaan ~"Al vespre vindré a casa teva a fer sauna"
El cas adessiu del tercer infinitiu es fa servir per dir la manera com es fa l'acció (el que en català es podria dir amb un gerundi).
Jätteet hävitettiin polttamalla ~"Es va destruir la brossa cremant-la"
Oppii myös lukemalla ~"També se n'aprèn llegint"
També es pot construir amb un suffix possessiu per expressar l'agent:
Polttamallani sormella en voinut kirjoittaa ~"(Jo) no podia escriure amb el dit que (jo) m'havia cremat"
Kun toimimme neuvomallasi tavalla kaikki onnistui ~"Quan ho vam fer com (tu) havies aconsellat tot va anar bé"
El cas abessiu del tercer infinitiu es fa servir per expressar una acció que no es fa (el sentit general del cas abessiu és "sense").
- Si hi ha un objecte va en cas partitiu.
- Si aquest infinitiu porta subjecte, el subjecte va en cas genitiu, i si és un pronom personal llavors l'infinitiu pren un sufix possessiu.

Puhumatta sitä ~"Sense parlar-ne" (NB objecte en cas partitiu)
(Meidän) tietämättämme ~"Sense saber-ho nosaltres" o "Sense que nosaltres ho sapiguessim" (NB subjecte en cas genitiu i tercer infinitiu amb sufix possessiu)

### Infinitiu IV (-minen)
El quart infinitiu es forma com el tercer però amb la terminació -minen, que es declina com els altres noms en -nen del finès (genitiu en -sen etc).
Com a verb, aquesta forma només es fa servir per indicar obligació, i només en casos nominatiu o partititiu.
- Si aquest infinitiu porta subjecte, el subjecte va en cas genitiu.
- Si la frase té un verb negatiu, aquest infinitiu va en cas partititiu.

Exemples:
minun on tekeminen jotakin ~"(jo) hi he de fer alguna cosa" (NB subjecte en cas genitiu)
on tekeminen jotakin ~"caldria fer-hi alguna cosa" (NB significat impersonal)
heidän ei ole kysymistä ... ~"(ells/elles) no han de preguntar" (NB verb negatiu requereix cas partitiu del quart infinitiu)
tästä ei ole puhumista ~"d'això no se n'ha de parlar" (NB verb negatiu requereix cas partitiu del quart infinitiu)
O aquesta altra construcció, on el verb principal es repeteix amb el quart infinitiu en partitiu i amb un sufix possessiu:
hän puhui puhumistaan ~"(Ell/ella) xerrava i xerrava" o "xerra que xerra" (literalment ~"xerrava i de la seva xerramenta")
En la pràctica aquesta forma en -minen es fa servir molt més com a "nom d'acció":
tupakoiminen on täällä kielletty ~"Aquí està prohibit fumar"
saunominen on mukavaa ~"Fer sauna és agradable"

### Infinitiu V (-maisilla/mäisillä)
El cinquè infinitiu, rarament usat, seria una versio "diminutiva" del tercer infinitiu. Només es fa servir en el cas adessiu plural i amb un sufix possessiu. Indica que en un moment determinat l'acció del verb amb prou feines s'ha arribat a complir:
olin puhumaisillani ~"(Jo) tot just jo començava a parlar".
hän oli hyppäämäisillään sillalta ~"(Ell/ella) estava a punt de saltar del pont"

### Participi present actiu (-va/vä)
El participi present actiu es forma afegint -va/vä a l'arrel plena.
En català correspon a una frase de relatiu en present o futur. Exemple:
Tulevat päivät ovat tuulisia ~"Els dies que venen seran ventosos" o " els dies vinents etc"
Työtä tekevä luokka ~ "La classe que fa feina" o "la classe treballadora"
(En el nominatiu plural aquesta forma coincideix gairebé sempre amb la tercera persona del plural del present d'indicatiu)

### Participi present passiu (-ttava/ttävä)
El participi present passiu es forma afegint la mateixa terminació -va/vä a l'arrel passiva (del participi passat passiu).
Té diferents significats que en català poden correspondre a diverses frases de relatiu: "que es fa" (present), "que es farà" (futur), "que s'ha de fer" (obligació) o "que es pot fer" (possibilitat).
Exemples:
puhuttava ~"que se'n parla" o "que se'n parlarà", també "que se n'ha de parlar" o "que se'n pot parlar"
syöttävä ~"que es menja", o també "que se n'ha de menjar" o "que es pot menjar", és a dir "comestible"
NB Aquesta forma és ambigua i podria ser igualment el participi present actiu del verb causatiu puhuttaa, "fer parlar (a algú)", així:
puhuttava ~(actiu) "que fa parlar (a algú)"
puhutettava ~(passiu) "que el fan parlar"

### Participi passat actiu (-nut/nyt/neet)
El participi passat actiu, per al cas nominatiu singular, es forma afegint -nut/nyt a l'arrel curta, sense cap possible vocal epentètica.
L'arrel del participi passat actiu, per a tots els casos excepte el nominatiu singular, acaba en -nee-, exemples:
sanonut ~"(el que ha) dit"; però sanoneet ~"(els que han) dit"
syönyt ~"(el que ha) menjat"; però syöneet ~"(els que han) menjat"
Els verbs del tipus III (infinitiu acabat -lla/llä, -rra/rrä, i -sta/stä) assimilen la n de la terminació. Exemples:
ollut ~"(el que ha) estat"; olleet ~"(els que han) estat"
tullut ~"(el que ha) vingut"; tulleet ~"(els que han) vingut"
purrut ~"(el que ha) mossegat"; purreet ~"(els que han) mossegat"
pessyt ~"(el que ha) rentat"; pesseet ~"(els que han) rentat"
Vegeu les taules del model de conjugació.

### Participi passat passiu (-tu/ty,-ttu/tty)
El participi passat passiu es forma afegint -tu/ty o -ttu/tty a l'arrel reduïda.
En els verbs del tipus I, quan l'arrel acaba en -a/ä- aquesta vocal es canvia per -e- per formar el participi passat passiu:
antaa ~"donar"; annettu ~"'(que ha estat) donat".
El participi passat passiu passa per gradació consonàntica: 
tt → t;
i per als verbs del tipus III:
lt → ll, nt → nn, rt → rr, st → st.
Exemples:
annettu ~"(que ha estat) donat" → annetut ~"els que han estat donats" (plural)
purtu ~"(que ha estat) mossegat", amb grau reduït purru- → purrun "del que han mossegat" (genitiu)
pesty ~"(que ha estat) rentat", sense canvis en grau reduït → pestyt hiukset ~"cabells rentats" (plural de hius, "un (sol) cabell").

#### Formes derivades del participi passat passiu
Totes les altres formes passives o impersonals del verb es poden derivar regularment del participi passat passiu substituint la vocal final -u/y per les següents terminacions:
Amb l'arrel plena:
- -ava: participi passiu present; annettava ~"que s'ha de donar"
- -iin: impersonal passat; annettiin ~"es va donar" o "es donava"
- -aisiin/äisiin: impersonal condicional; annettaisiin ~"es donaria"
- -aisi/äisi: impersonal condicional connegatiu amb el verb negatiu ei; ei annettaisi ~"no es donaria"
- -aneen/äneen: impersonal potencial; annettaneen 'es podria donar"
- -ane/äne: impersonal potencial connegatiu amb el verb negatiu ei; ei annettane ~"no es podria donar"
- -akoon/äköön, -akaan/äkään: impersonal imperatiu; annettakoon ~"que es doni!"
- -ako/äkö: impersonal imperatiu connegatiu amb el verb negatiu ei; ei annettako ~"que no es doni!"

Amb l'arrel reduïda:
- -aan/ään: impersonal present; annetaan ~"es dona"
- -a/ä: impersonal present connegatiu amb el verb negatiu ei; ei anneta ~"no es dona"

NB l'impersonal passat negatiu es forma amb el verb negatiu i el participi passat passiu: ei annettu ~"no es va donar" o "no es donava"

### Participi agentiu (-ma/mä)
En finès els participis passius només es poden fer servir quan no s'explicita l'agent, en construccions impersonals.
Quan sí s'explicita l'agent, cal fer servir el participi agentiu, que acaba en -ma/mä i que és formalment semblant al tercer infinitiu.
(Hi ha gramàtics que el consideren una altra funció més del tercer infinitiu, en canvi altres el consideren una altra forma del verb i l'anomenen "participi agentiu").
El participi agentiu es fa servir en totes les situacions on es vol fer servir una passiva i alhora explicitar un agent.
- L'agent del participi agentiu va en cas genitiu, com el subjecte del tercer infinitiu.

Runo on Runebergin kirjoittama ~"el poema va ser escrit per Runeberg" (NB agent en cas genitiu)
Runebergin kirjoittamaruno  ~"el poema escrit per Runeberg" o "el poema que Runeberg va escriure"
Talo on (sinun) maalaamasi ~"la casa va ser pintada per tu"
Sinun maalaamasi talo ~"la casa pintada per tu" o "la casa que tu vas pintar"
Com es podria esperar d'un participi, el participi agentiu concorda amb el seu referent. A l'exemple següent (amb kirjoittama, participi agentiu de kirjoittaa ~"escriure") van en cas partitiu plural tant kirjoittamia ~"escrites (per algú)" com kirjeita ~"cartes":
pojan Japanista ystävilleen kirjoittamia kirjeitä ~"(algunes de) les cartes escrites pel nen als seus amics des del Japó"

### Participi negatiu o privatiu (-maton/mätön)
Aquesta forma negativa o privativa és molt habitual, es forma amb la mateixa base que el participi agentiu en -ma/mä i el sufix privatiu -ton/tön (en partitiu singular -töntä/tonta, alterna amb -ttoma-/-ttömä- en els altres casos en singular i nominatiu plural, i -ttomi-/-ttömi- en els altres casos plurals).
työmätön ~"que no té feina", "aturat"
puhumattomat ~"(els) que no parlen"
Opintotukia opiskelemattomille ~"beques per als que no han estudiat", o " per als sense estudis"

## Sinopsi dels principals tipus de verbs
Aquesta taula mostra els canvis bàsics i les marques per a conjugar cada un dels tipus de verbs del finès:
| Tipus | Exemple | 1a persona present | 3s persona passat | Participi passat | Impersonal | Impersonal passat | Infinitiu acaba en                     | Traducció    |
| ----- | ------- | ------------------ | ----------------- | ---------------- | ---------- | ----------------- | -------------------------------------- | ------------ |
| I-a   | puhua   | puhun              | puhui             | puhunut          | puhutaan   | puhuttiin         | -oa/öä, -ua/yä                         | "parlar"     |
| I-b   | oppia   | opin               | oppi              | oppinut          | opitaan    | opittiin          | -ea/eä, -ia/iä                         | "aprendre"   |
| I-c   | antaa   | annan              | antoi             | antanut          | annetaan   | annettiin         | -aa, 1. vocal a/e/i                    | "donar"      |
| I-d   | johtaa  | johdan             | johti             | johtanut         | johdetaan  | johdettiin        | -aa, 1. vocal o/u                      | "dirigir"    |
| I-e   | kieltää | kiellän            | kielsi            | kieltänyt        | kielletään | kiellettiin       | -ää                                    | "prohibir"   |
| II-a  | saada   | saan               | sai               | saanut           | saadaan    | saatiin           | (vocal llarga)+da/dä                   | "aconseguir" |
| II-b  | syödä   | syön               | söi               | syönyt           | syödään    | syötiin           | (diftong)+da/dä                        | "menjar"     |
| III   | tulla   | tulen              | tuli              | tullut           | tullaan    | tultiin           | -lla/llä, -nna/nnä, -rra/rrä, -sta/stä | "venir"      |
| IV    | haluta  | haluan             | halusi            | halunnut         | halutaan   | haluttiin         | -ata/ätä, -ota/ötä, -uta/ytä           | "voler"      |
| V     | tarvita | tarvitsen          | tarvitsi          | tarvinnut        | tarvitaan  | tarvittiin        | -ita/itä                               | "necessitar" |
| VI    | paeta   | pakenen            | pakeni            | paennut          | paetaan    | paettiin          | -eta/etä                               | "fugir"      |

### Tipus I de verbs, infinitiu en vocal breu-a/ä
Aquests són els verbs amb primer infinitiu acabat en vocal breu i -a/ä, com puhua ~"parlar".
Aquest grup conté moltíssims verbs, i molts d'ús molt freqüent. Alguns exemples comuns:
antaa ~"donar" (arrel reduïda anna-)
etsiä ~"buscar"
kysyä ~"preguntar"
lähteä ~"marxar"
ottaa ~"agafar, prendre" (arrel reduïda ota-)
pitää ~"agradar" (o com a modal invariable "convenir") (arrel reduïda pidä-)
puhua ~"parlar"
rikkoa ~"trencar" (arrel reduïda riko-)
sanoa ~"dir"
tietää ~"saber" (arrel reduïda tiedä-, arrel de passat tiesi-)
tarkoittaa ~"significar, voler dir" (arrel reduïda tarkoita-)
täytyä ~"caldre, haver-se de" (modal invariable)
ymmärtää ~"entendre" (arrel reduïda ymmärrä-, arrel de passat ymmärsi-)
Les terminacions personals són -n, -t, -(doble vocal final), -mme, -tte, -vat.
L'arrel de conjugació del present es forma amb l'infinitiu sense la vocal final -a/ä.
Té grau ple en tercera persona singular i plural, i grau reduït a totes les altres.
NB aquest grau ple a la tercera persona singular i plural és una excepció a la regla general de gradació consonàntica.
Aquesta és la conjugació de tietää en present d'indicatiu:
minä tiedän ~"(jo) sé"
sinä tiedät ~"(tu) saps"
hän tietää ~"(ell/ella) sap"
se tietää ~"(ell/ella) sap" (col·loquial, NB amb pronom se)
me tiedämme ~"(nosaltres) sabem"
te tiedätte ~"(vosaltres) sabeu"
he tietävät ~"(ells/elles) saben"
ne tietää ~"(ells/elles) saben" (col·loquial, NB amb pronom ne, mateixa forma que el singular)
El passat d'indicatiu es forma inserint -i- entre l'arrel i les terminacions personals, que són les mateixes que en present, excepte que en la tercera persona del singular no es dobla la vocal final:
puhun ~"(jo) parlava"
puhuit ~"(tu) parlaves"
puhui ~"(ell/ella) parlava"
puhuimme ~"(nosaltres) parlàvem"
puhuitte ~"(vosaltres) parlàveu"
puhuivat ~"(ells/elles) parlaven"
Tot i així, la inserció d'aquesta i sovint té efecte en l'arrel del passat. Exemples de verbs afectats són:
tietää → tiedän ~"(jo) sé", tiesin ~"(jo) sabia"
ymmärtää → ymmärrän ~"(jo) entenc", ymmärsin ~"(jo) vaig entendre"
El present impersonal es forma afegint -taan a l'arrel reduïda:
puhua → puhu- → puhutaan ~"es parla"
A més, si la vocal final de l'arrel és a o ä, es canvia per e al davant de la terminació -taan: 
tietää → tiedä- → tiede- → tiedetään ~"se sap"
El passat impersonal es forma de la mateixa manera que el present impersonal però amb la terminació -ttiin: 
puhuttiin ~"es parlava"
tiedettiin ~"se sabia"
NB El passat impersonal té una t extra i porta la marca de passat i, com el passat actiu.
El condicional impersonal es forma com el present impersonal però la terminació és -ttaisiin: puhuttaisiin ~"es parlaria", tiedettäisiin ~"se sabria".
NB la presència de la marca de condicional isi.
El potencial impersonal es forma com el present impersonal però la terminació és -ttaneen: puhuttaneen ~"es podria parlar" ~"es podria parlar", tiedettäneen ~"es podria saber".
NB la presència de la marca de potencial ne.

### Tipus II de verbs, infinitiu en vocal llarga o diftong-da/dä
Aquests són els verbs amb primer infinitiu acabat en -da/dä, com juoda ~"beure".
És un grup de verbs força gran. Alguns exemples comuns:
juoda ~"beure"
saada ~"aconseguir"
syödä ~"menjar"
tuoda ~"portar, dur"
voida ~"poder" (tant en sentit "ser capaç de" com "estar autoritzat a")
A més, en aquest grup s'incorporen paraules estrangeres com a verbs conjugables amb el sufix -oida/oidä.
Exemple: organisoida ~"organitzar".
L'arrel de conjugació del present es forma traient el da/dä i no es dobla la vocal final a la tercera persona del singular: juon, juot, juo, juomme, juotte, juovat.
Entre els verbs de tipus II només hi ha dos verbs amb infinitiu irregular i amb gradació consonàntica com la dels verbs de tipus I:
tehdä ~"fer, preparar" (arrel teke-) → teen, teet, tekee...
nähdä ~"veure" (arrel näke-) → näen, näet, näkee...
En el passat d'indicatiu els verbs d'aquest grup amb arrels acabades amb dues vocals, la primera de les vocals es perd quan s'hi afegeix la i per a formar el passat:
juon ~"jo bec" → join ~"jo bevia"
syön ~"jo menjo" → söin ~"jo menjava"
Hi ha una excepció a la regla anterior: quan l'arrel ja acaba en i (com voida o els verbs en -oida mencionats més amunt) l'arrel no canvia entre present i passat d'indicatiu, i la distinció entre els dos temps cal inferir-la del context.
voin ~"jo puc" o "jo podia" (ambigu)
Les formes passives es formen de la mateixa manera:
syödä → syödään, syötiin, syötäisiin
juoda → juodaan, juotiin, juotaisiin

### Tipus III de verbs, infinitiu en-lla/llä,nna/nnä,rra/rrä,sta/stä
Els verbs d'aquest tipus tenen el primer infinitiu acabat en dues consonants i -a/ä, com mennä ~"anar".
Una altra manera de veure-ho és que aquest grup de verbs tenen arrel acabada en consonant i necessiten afegir una vocal (e al present o i al passat) abans de la terminacions personals.
També és un grup de verbs força gran.
Alguns exemples comuns:
ajatella ~"pensar"
juosta ~"córrer" (NB l'arrel és juokse-)
mennä ~"anar, anar-se'n"
olla ~"ser, estar, haver-hi" (NB és irregular, vegeu més avall)
panna ~"posar"
pestä ~"rentar"
purra ~"mossegar"
tulla ~"venir, arribar"
L'arrel de conjugació del present es forma canviant la a/ä i la consonant precedent a l'infinitiu per la vocal e, seguida de les terminacions personals.
Exemple: mennä → menen, menet, menee, menemme, menette, menevät
El passat d'indicatiu es forma canviant la vocal -e- del present per la marca de passat -i-, seguida de les terminacions personals.
Exemple: pestä → pesen ~"(jo) rento", pesin ~"(jo) rentava", etc.
El present impersonal té la mateixa terminació -aan/ään dels verb del grup I però sense la t:
mennä → mennään ~"s'hi va" o col·loquialment "(nosaltres) ens en anem"
Totes les altres formes impersonals es formen de la mateixa manera en relació al present impersonal que els verbs de tipus I, incloent la t extra, així que aquí les formes d'impersonal passat, condicional etc només en tenen una de t. I alhora la consonant doble final esdevé senzilla:
mennä → mennään → mentiin, mentäisiin
Estrictament el verb irregular olla ~"ser, estar, haver-hi" pertany en aquest grup. Les irregularitats es limiten a:
- la tercera persona singular i plural del present d'indicatiu: (se) on ~"(ell/ella) és", (ne) ovat ~"(ells/elles) són"
- l'arrel del mode potencial actiu és liene-: (minä) lienen ~"(jo) podria ser", (sinä) lienet ~"(tu) podries ser", (se) lienee o lie ~"(ell/ella) podria ser", etc

#### "Tenir" en finès
En el sentit de "tenir", el verb olla es fa servir sempre en la tercera persona del singular, l'agent posseïdor va en cas adessiu al davant del verb, i la cosa posseïda va en cas nominatiu o partitiu darrere del verb. Exemples: 
minulla on pyörä ~"(jo) tinc una bicicleta" vs minulla on kaksi pyörää ~"(jo) tinc dues bicicletes" (NB partitiu rere número més gran de ú)
meillä on auto ~"(nosaltres) tenim un cotxe" vs meillä ei ole autoa ~"(nosaltres) no tenim cotxe" (NB partitiu amb verb negatiu)

### Tipus IV de verbs, infinitiu en vocal breu (excepte i/e)-ta/tä
Els verbs dels grups IV, V i VI tenen primer infinitiu acabat en una vocal i -ta/tä.
Gairebé tots els verbs del tipus IV acaben en -ata/ätä, -ota/ötä, -uta/ytä (NB alguns verbs molt comuns acabats en -ata són del tipus VI, com parata ~"tornar-se millor" i huonota ~"tornar-se pitjor").
Exemples: 
huomata ~"adonar-se"
haluta ~"voler"
tavata ~"conèixer (una persona)"
pilkata ~"burlar-se"
vastata ~"respondre, contestar"
tarjota ~"oferir"
L'arrel de conjugació del present es forma canviant -ta/tä de l'infinitiu per -a/ä-. La consonant de l'arrel apareix sempre en grau ple. A la conjugació es fan servir les terminacions personals normals, i a la tercera persona del singular es dobla la vocal final excepte si l'arrel ja acaba en -aa/ää. Exemples:
haluan, haluat, haluaa, haluamme, haluatte, haluavat
tapaan, tapaat, tapaa, tapaamme, etc. (NB consonant en grau ple tavata → tapaan...)
pilkkaan, pilkkaat, pilkkaa, pilkkaamme, etc. (NB consonant en grau ple pilkata → pilkkaan...)
vastaan, vastaat, vastaa, vastaamme, etc. (NB la tercera persona del singular)
tarjoan, tarjoat, tarjoaa, tarjoamme, etc.
L'arrel del passat d'indicatiu es forma canviant -ta/tä de l'infinitiu per -si-. La consonant de l'arrel apareix sempre en grau ple. A la terminació de la tercera persona del singular només hi ha una vocal. Exemples:
halusin ~"(jo) volia"
tapasit ~"(tu) vas conèixer"
vastasimme ~"(nosaltres) vam contestar"
Les formes passives es formen com als verbs del tipus I, igualment la consonant de l'arrel apareix sempre en grau reduït. Exemples:
haluta → halutaan, haluttiin, haluttaisiin
tavata → tavataan, tavattiin, tavattaisiin
vastata → vastataan, vastattu, vastattiin

### Tipus V de verbs, infinitiu-ita/itä, que afegeixen-tse-
Tots el verbs d'aquest grup tenen infinitiu acabat en -ita/itä.
Aquest grup té pocs verbs, però alguns d'ús molt freqüent com
tarvita ~"necessitar"
valita ~"triar, escollir"
L'arrel de present s'obté canviant -ta/tä de l'infinitiu per -tse-: 
tarvitsen, tarvitset, tarvitsee, tarvitsemme, tarvitsette, tarvitsevat
El passat d'indicatiu es forma canviant la vocal -e- del present per la marca de passat -i-, i a la terminació de la tercera persona del singular només hi ha una vocal:
tarvitsin, tarvitsit, tarvitsi, tarvitsimme, tarvitsitte, tarvitsivat
Les formes passives d'aquest grup es formen com les dels verbs del tipus IV amb infinitius acabats en -ta/tä:
tarvita → tarvitaan, tarvittiin, tarvittaisiin

### Tipus VI de verbs, infinitiu-eta/etä, que afegeixen-ne-
Gairebé tots els verbs d'aquest tipus tenen infinitiu acabat en -eta/etä. Són excepcions notables parata ~"millorar, tornar-se millor" i huonota ~"empitjorar, tornar-se pitjor".
No hi ha gaire verbs en aquest grup i solen ser poc freqüents. Tot i així, és una manera prou habitual de construir verbs intransitius a partir d'adjectius amb el sentit "tornar-se": kylmä ~"fred", kylmetä ~"refredar-se, tornar-se fred (intransitiu)".
(cfr. per altra banda el verb transitiu relacionat kylmettää ~"refredar, fer fred" del tipus I).
L'arrel de present s'obté canviant -ta/tä de l'infinitiu per -ne-, així que la síl·laba final de l'arrel esdevé oberta i, per tant, la consonant de l'arrel queda sempre en grau ple:
rohjeta ~"gosar", rohkenen ~"jo goso", rohkenet ~"tu goses", rohkenee ~"ell/ella gosa" etc. (NB arrel plena rohke-)
paeta ~"escapar", pakenen ~"jo m'escapo" (NB arrel plena pake-)
kylmetä ~"refredar-se (intransitiu)", kylmenen ~"jo em refredo"
parata ~"millorar (intransitiu)", paranen ~"jo milloro"
El passat d'indicatiu es forma canviant la vocal -e- del present per la marca de passat -i-, i a la terminació de la tercera persona del singular només hi ha una vocal:
rohkenin ~'jo vaig gosar', rohkenit ~'tu vas gosar', rohkeni ~'ell/ella va gosar' etc.
Les formes passives d'aquest grup es formen com les dels verbs del tipus IV amb infinitius acabats en -ta/tä:
kylmetä → kylmetään, kylmettiin, kylmettäisiin

### Verbs amb arrels irregulars
El finès estàndard té comparativament pocs verbs irregulars a part de olla ("ser, estar, haver-hi") ja exposat més amunt. Però com que l'infinitiu és una forma flexionada, la gradació consonàntica pot amagar la forma subjacent de l'arrel.
Per exemple, l'arrel del verb juosta ~"córrer" és juoks-; al formar l'infinitiu, s'aplica el patró ks → s: juoks+ta → juosta ("córrer"). A més s'hi afegeix una vocal epèntetica 'e' per a formar les formes personals: juoksen ("jo corro").
Existeix el patró extravagant amb arrel en -k- que apareix com -hdä a l'infinitiu però que desapareix amb la gradació consonàntica:
tehdä ~"fer, preparar": arrel tee-; present teen, teet, tekee, teemme, teette, tekevät; participi passat actiu tehnyt; participi passat passiu tehty etc.
nähdä ~"veure": arrel näe-; present: näen, näet, näkee, näemme, näette, näkevät; participi passat actiu nähnyt; participi passat passiu nähty etc.
És a dir, les arrels teke- i näke- apareixen com tehdä i nähdä en infinitiu, però tenen gradació de 'k' a les formes personals com teen ("jo faig"). En algunes formes col·loquials, la "e" apareix con un cronema: nään en comptes de näen ("jo veig") etc.
El finès col·loquial té alguns verbs irregulars més, causats per apòcopes per assimilació:
tulla – tule – tuu ~"venir"
mennä – mene – mee ~"anar"
panna – pane – paa ~"posar"
olla – ole – oo ~"ser, estar, haver-hi"

## Formes verbals en algunes construccions gramaticals del finès

### Construcció participial
La construcció participial es pot fer servir per substituir una frase afirmativa subordinada començant per että (~"que" completiu) que fa la funció d'objecte de determinats verbs, com nähdä ~"veure", kuulla "sentit (oïda)", uskoa ~"creure", sanoa ~"dir", huomata ~"adonar-se".
Tots quatre participis poden aparèixer en la construcció participial (present actiu, present passiu, present passiu, passat passiu).
- Els participis en aquesta construcció sempre va en cas genitiu (és a dir, els participis acaben respectivament en -van/vän, -ttavan/ttävän, -neen, -tun/tyn)
- Quan l'acció de la subordinada passa alhora o després de l'acció de la frase principal, es fan servir els participis de present.
- Quan l'acció de la subordinada passa abans de l'acció de la frase principal, es fan servir els participis de passat.

El subjecte de la subordinada completiva s'expressa amb:
- O només un sufix possessiu al participi, si el subjecte és el mateix de la frase principal, i el participi perd la -n final de genitiu abans d'afegir-hi el sufix possessiu.
- O una forma en genitiu al davant del participi, si el subjecte és diferent del de la frase principal (NB també s'aplica a pronoms personals).

Exemples:
Näen, että kissa tulee vs Näen kissan tulevan ~"(jo) veig que ve un gat" vs "(jo) veig un gat venint"
Näen, että kissa on tullut vs Näen kissan tulleen ~"(jo) veig que ha vingut un gat"
Tiedän, että Turussa puhutaan ruotsia vs Tiedän Turussa puhuttavan ruotsia' ~"(jo) sé que a Turku es parla suec" 
Tiedän, että Vipuurissa puhuttiin ruotsia vs Tiedän Vipuurissa puhutun ruotsia ~"(jo) sé que a Vyborg es parlava suec"
Huomasimme, että olimme myöhästyneet vs Huomasimme myöhästyneemme ~"(nosaltres) ens vam adonar que (nosaltres) arribàvem tard"
Huomasimme, että he olivät myöhästyneet vs Huomasimme heidän myöhästyneen ~"(nosaltres) ens vam adonar que (ells/elles) arribaven tard"

### Construcció temporal
La construcció temporal es pot fer servir per substituir una frase subordinada temporal començant per kun (~"quan" temporal) que fa la funció de complement circumstancial de temps de la frase principal. Aquesta construcció es considera de llenguatge escrit i formal, no es fa servir col·loquialment.
- Quan l'acció de la subordinada passa alhora o després de l'acció de la frase principal, el verb de la subordinada temporal va en segon infinitiu en cas inessiu, exemple: kun puhun vs puhuessani ~"quan (jo) parlo" o "mentre (jo) parlo" vs "tot parlant jo".
- Quan l'acció de la subordinada passa abans de l'acció de la frase principal, el verb de la subordinada temporal va en participi passat passiu en cas partitiu, exemple: jalkeen kun puhun vs puhuttuani ~"quan (jo) havia parlat" o "després que (jo) parlés" vs "en havent parlat jo". En aquesta construcció aquest participi no té el sentit de passiva.

El subjecte de la subordinada temporal s'expressa amb:
- O només un sufix possessiu al verb de la subordinada, si el subjecte és el mateix de la frase principal.
- O una forma en genitiu, si el subjecte és diferent del de la frase principal.
- O per un pronom personal en genitiu (minun, etc.), i alhora un sufix possessiu al verb de la subordinada (els pronoms de primera o segona persona poden elidir-se).

Exemples:
Kun söimme, joimme viiniä vs Syödessämme joimme viiniä ~"Mentre menjàvem, vam beure vi"
Kun olimme syöneet, lähdimme kävelylle vs Syötyämme lähdimme kävelylle ~"Després d'haver menjar, vam anar a passejar"
Kissa heräsi, kun (minä) olin tullut kotiin vs Kissa heräsi (minun) tultuani kotiin ~"el gat es va despertar després que jo arribés a casa" o "després d'arribar jo a casa"
Kissa heräsi, kun (minä) tulin kotiin vs Kissa heräsi (minun) tullessani kotiin ~"el gat es va despertar quan vaig arribar a casa" o "arribant jo a casa"

### Construcció agentiva
La construcció agentiva es pot fer servir per substituir una frase relativa, començant per un pronom relatiu com joka, mikä (~"qui, que, que, on" etc) que fa la funció d'adjectiu d'un element de la frase principal, quan es vol explicitar l'agent d'un verb en veu passiva. El verb és un participi agentiu que funciona com un adjectiu i l'agent sol anar en cas genitiu.
El verb de la construcció agentiva:
- Sol indicar temps passat
- És un participi agentiu que té la mateixa arrel que el tercer infinitiu en -ma/mä
- Funciona com un adjectiu, amb flexió normal per nombre i cas

L'agent de la subordinada agentiva s'expressa amb:
- O només un sufix possessiu al verb de la subordinada, si el subjecte és el mateix de la frase principal.
- O una forma en genitiu, si el subjecte és diferent del de la frase principal.
- O per un pronom personal en genitiu (minun, etc.), i alhora un sufix possessiu al verb de la subordinada (els pronoms de primera o segona persona poden elidir-se).

Exemples:
Pyöra, jonka Paavo osti vs Paavon ostama pyörä ~"La bicicleta que Paavo va comprar" vs "La bicicleta comprada per Paavo"
Pyöra, jonka (minä) osti vs (Minun) ostamani pyörä ~"La bicicleta que (jo) vaig comprar" vs "La bicicleta comprada per mi"
Oletko ajanut Paavon ostamalla pyörällä? ~"Que has muntat la bicicleta que Paavo va comprar?" o "...comprada per Paavo?"
En ole nähnyt Paavon ostamaa pyörää ~"No he vist la bicicleta que Paavo va comprar" o "...comprada per Paavo"

### Construcció amb verbs d'obligació invariables
Els verbs d'obligació com täytyä (~"caldre/haver-se de"), tarvita (~"necessitar"), pitää (~"convenir", també ~"agradar"), i tulla (~"anar a", també "venir") es fan servir sovint en la construcció agentiva, on el verb d'obligació va en tercera persona singular, el verb principal en primer infinitiu, i l'agent va al davant de tot en cas genitiu.
En aquesta construcció:
- El subjecte del verb d'obligació va en cas genitiu.
- El verb d'obligació va en tercera persona singular (forma invariable), indiferentment de si l'agent és plural o és primera, segona o tercera persona.
- Seguit d'una frase amb el verb principal en primer infinitiu (que formalment es considera el "subjecte" de l'oració).[3]

Exemples:
Heidän täytyy puhua minun kanssani ~"Cal que (ells) parlin amb mi" o "A ells els cal parlar amb mi" (NB subjecte de l'obligació en cas genitiu)
Minun täytyy puhua heidän kanssansa ~"Cal que (jo) parli amb ells" o "A mi em cal parlar amb ells"
Sinun ei tarvitse tehdä tuota ~"No es necessita que (tu) facis això" o "A tu no et cal fer això"
Sinun pitäisi tulla huomenna ~"Convindria que (tu) vinguis demà" o "A tu et convé venir demà"
Encara que no hi ha una construcció anàloga en català, ja es veu que sovint és equivalent a un verb d'obligació en forma impersonal (com "cal" o "s'ha de" o "es necessita" o "convé"), seguit d'una frase subordinada completiva (introduïda per "que") amb el verb en subjuntiu. O també a una frase en infinitiu i posant l'agent al davant per èmfasi.
El verb täytyä només es pot fer servir en aquesta construcció i no té cap altra forma personal (una mica com el verb català "caldre" que només té formes impersonals). Els altres verbs esmentats tenen una conjugació completa i poden prendre altres terminacions en altres construccions normals amb subjecte, verb i objecte, en què aquests altres verbs tenen o menys sentit d'obligació o un altre significat ben diferent.
Exemples d'aquests altres verbs en altres contextos:
(Minä) tarvitsen apua ~"(Jo) necessito ajuda" o "(Jo) necessito que m'ajudin", expressa necessitat sense obligació.
(Minä) pidän hänestä ~"M'agrada ell/ella", el verb té un altre significat.

## Derivació de verbs en finès
Alguns exemples de derivació de verbs en finès:
- -ahta/ähtä-: forma verbs d'una acció momentània o puntual a partir d'altres verbs.

istua ~"seure" → istahtaa ~"asseure's"
- -aise/äise-: forma verbs d'una acció momentània o puntual a partir d'altres verbs.

(NB arrel en -se-, primer infinitiu en -sta/tä, present indicatiu en -sen etc)
kysyä ~"preguntar → kysäistä ~"fer una pregunta"
vetää ~"estirar" → vetäistä"" ~"estirar de cop, arrencar"
- -ele/ile-: forma verbs freqüentatius (estar fent o repetint una acció) a partir d'altres verbs.

(NB arrel en -le-, primer infinitiu en -lla/llä, present indicatiu en -len etc)
astua ~"passar" → astella ~"caminar amunt i avall"
katsoa ~"mirar" → katsella "estar-se mirant, contemplar"·
kysyä ~"preguntar" → kysellä ~"preguntar repetidament"
- ta/tä: forma verbs transitius (fer una acció sobre un objecte) a partir de noms o adjectius.

kampa ~"pinta" → kammata ~"pentinar"
kaunis ~"maco" → kaunistaa ~"embellir, fer més maco"
kuuma ~"calent" → kuumata ~"escalfar"
lippu ~"bandera" → liputtaa ~"onejar banderes"
- -tta/ttä-: forma verbs causatius (fer fer una acció)

pestä ~"rentar" → pesettää ~"fer rentar"
tehdä ~"fer" → teettää ~"fer fer" (i.e. fer que algú altre faci alguna cosa)
- ua/yä: forma verbs intransitius incoatius ("fer-se, tornar-se...") a partir de verbs transitius.

kastaa ~"mullar" → kastua ~"mullar-se, tornar-se moll"
kaunistaa ~"embellir" → kaunistua ~"embellir-se, tornar-se més maco"
kuumata ~"escalfar" → kuumatua ~"escalfar-se, tornar-se calent"
nähdä ~"veure" → näkyä ~"fer-se visible, tornar-se visible"
rakastaa ~"estimar" → rakastua ~"enamorar-se"
- -ile-: forma verbs que expressen una acció continuada

aika ~"temps" → aikailla ~"fer temps, allargar"
pyörä ~"bicicleta" → pyöräillä ~"pedalar amb bicicleta"
- -oi/öi-: forma verbs que expressen una acció continuada

(NB aquesta terminació es fa servir per incorporar paraules estrangeres com a verbs. Exemple: organisoida ~"organitzar")
tupakka ~"cigarreta" → tupakoida ~"fumar"
elämä ~"vida" → elämöidä ~"fer soroll, fer-se notar"
- -t-, arrel -ne-: forma verbs incoatius que expressen canvi d'estat

(NB arrel en -ne-, primer infinitiu en -ta/tä, present indicatiu en -nen etc)
halpa ~"barat" → halveta, halpene- ~"abaratir-se, tornar-se més barat"
huono ~"dolent" → huonota, huonone- ~"empitjorar, fer-se pitjor"
kylmä ~"fred" → kylmetä, kylmene- ~"refredar-se, tornar-se fred"

## Programes per a la flexió i sintaxi dels verbs finesos
- Verbix: Finnish verb conjugation (anglès)